# Sudoiet
Het mineraal sudoiet is een magnesium-aluminium-ijzer-fyllosilicaat, een verbinding van drie fyllosilicaationen met magnesium, aluminium, ijzer en acht hydroxylgroepen met de molecuulformule Mg2(Al,Fe3+)3Si3AlO10(OH)8. Het is naar Toshio Sudo (1911-2000) van de Universiteit van Tokio genoemd. Het is een fyllosilicaat en het hoort bij de chlorietgroep. Het is wit, heeft een witte streepkleur en een parelglans. Het heeft een perfecte splijting volgens kristalvlak [100] en een monoklien kristalstelsel. De gemiddelde massadichtheid is 2,65 kg/l, de hardheid is 2,5 tot 3,5 en het mineraal is niet radioactief. Sudoiet wordt vooral gevonden in de buurt van hematietertsen. De typelocaties liggen in Japan, maar het wordt ook in de Harz gevonden in Duitsland.